# Blindenmuseum (Hannover)

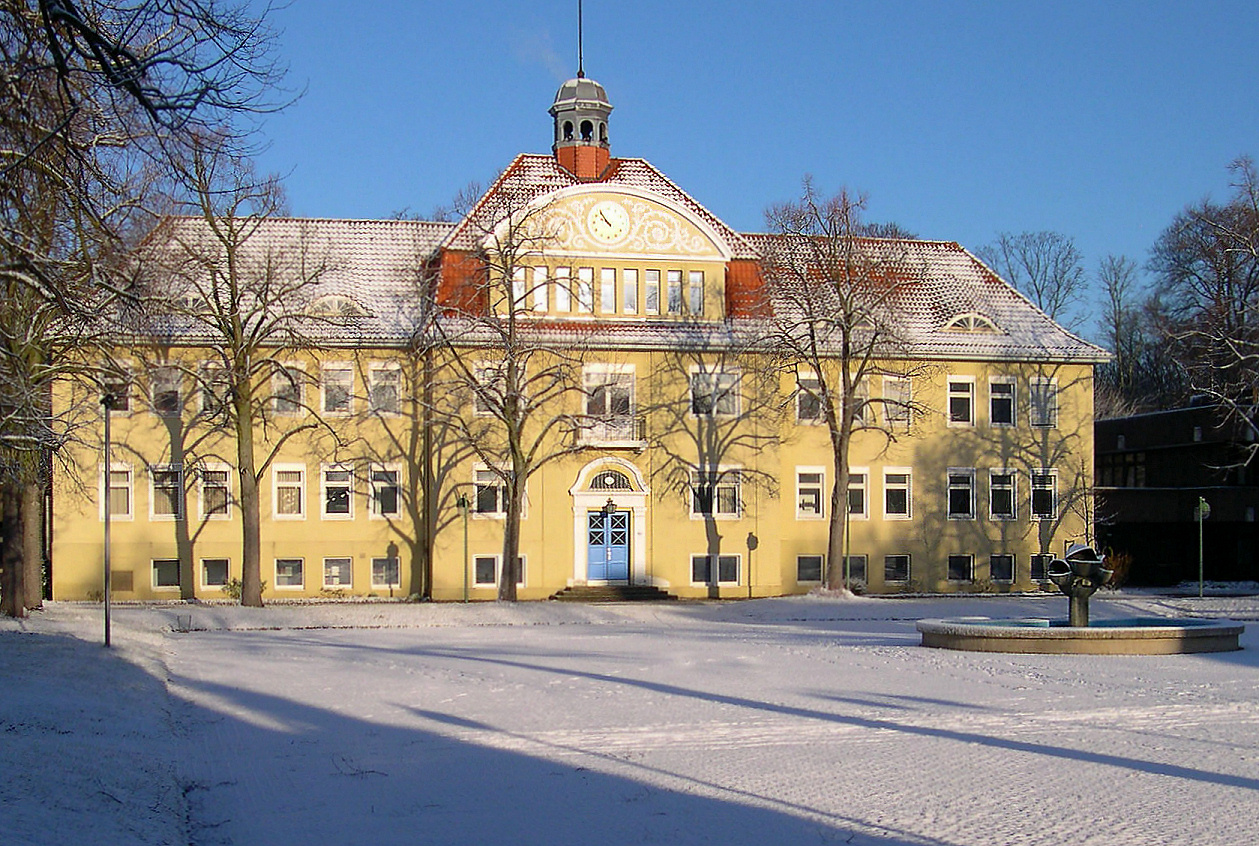
Sitz des Blindenmuseums im Gebäude des Landesbildungszentrums für Blinde

Das Blindenmuseum in Hannover ist ein Spezialmuseum in der niedersächsischen Landeshauptstadt. Das 1995 eröffnete Museum befindet sich im 1912 bis 1914 errichteten Schulgebäude des Landesbildungszentrums für Blinde in der Bleekstraße 22. In Deutschland gibt es nur noch in Berlin ein Museum dieser Art.

## Beschreibung
Es werden über 6.000 Exponate präsentiert. Sie sollen einen Eindruck geben, wie die Blindenbildung von 1843 bis heute durchgeführt wurde und was es heißt, ein Leben in Blindheit zu führen. Zu sehen sind Unterrichtsmittel sowie Hilfsmittel des Alltags für Blinde und Informationen zur Brailleschrift. Die Besucher können im Blindenmuseum sehen bzw. ertasten: Reliefdarstellungen bei Modellen, Globen und Atlanten für den Unterricht; Schreib- und Lesegeräte, teils alt, teils hochmodern; alte Lehrbücher in unterschiedlichem Druck (Liniendruck, Stacheltypendruck, Perldruck); Geometriekästen für den Blindenunterricht; Schreibautomaten mit angebundener Punktschriftausgabe und elektronische Lesegeräte, die die Schreibschrift mit dem Tastsinn erfahrbar machen; Haushaltsgeräte, Langstöcke und vieles mehr. Mit diesem Ausstellungsgut gilt das Blindenmuseum Hannover als einzigartig in Deutschland.

## Geschichte

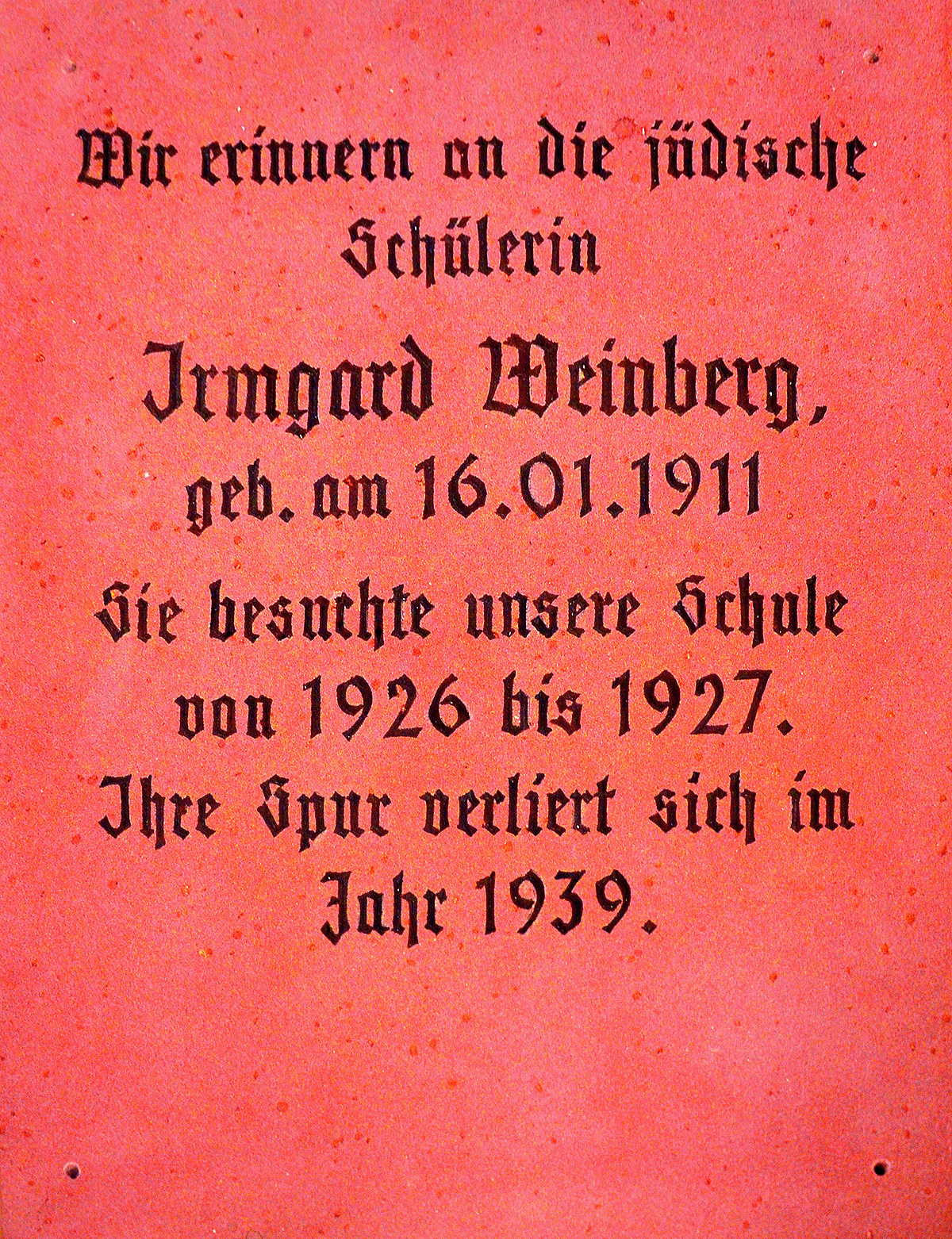
Gedenktafel im Blindenmuseum für die jüdische Schülerin Irmgard Weinberg, deren Spur sich 1939 verlor

Seit 1845 gibt es eine Blindenschule in Hannover. Damals nannte man sie „Blindenanstalt“ – genauer: „Königliche Blindenanstalt“. Diesen Namen trug sie bis 1866, denn bis zu diesem Jahr existierte das „Königreich Hannover“. 1995 wurde anlässlich der 150-Jahr-Feier des „Landesbildungszentrums für Blinde“ das Blindenmuseum neu gestaltet.